# Paz de Nikolsburg

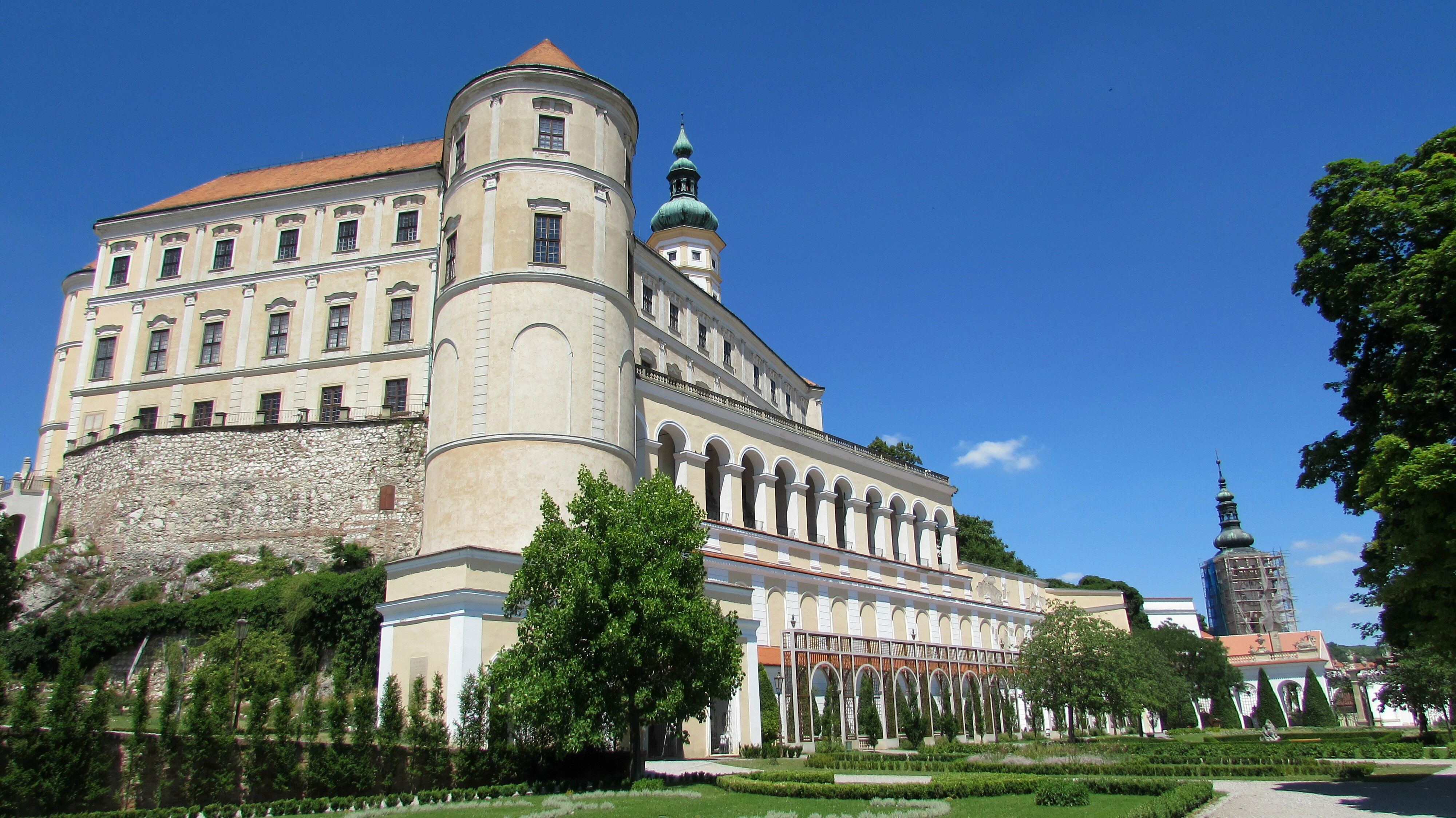
Castillo de Mikulov, donde se firmó el tratado.

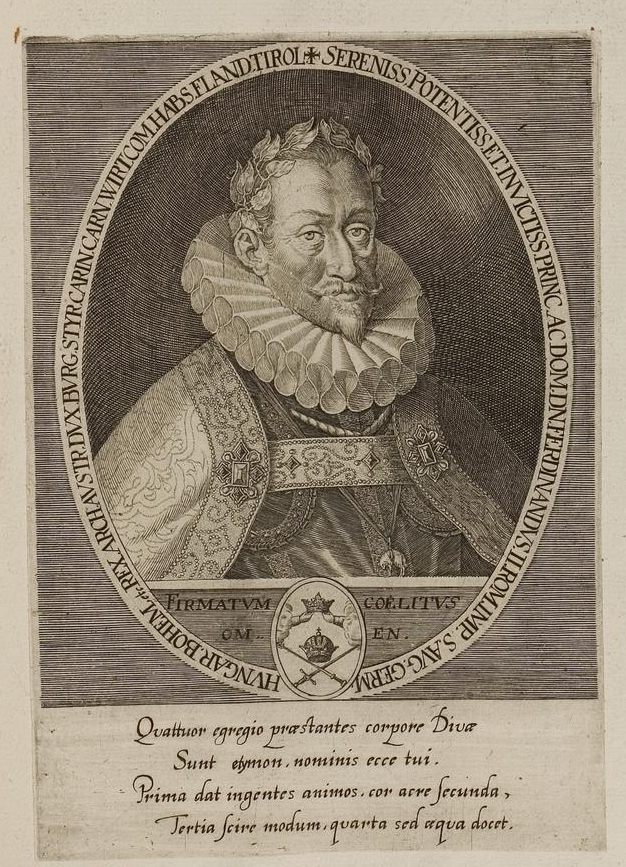
Fernando II de Habsburgo.

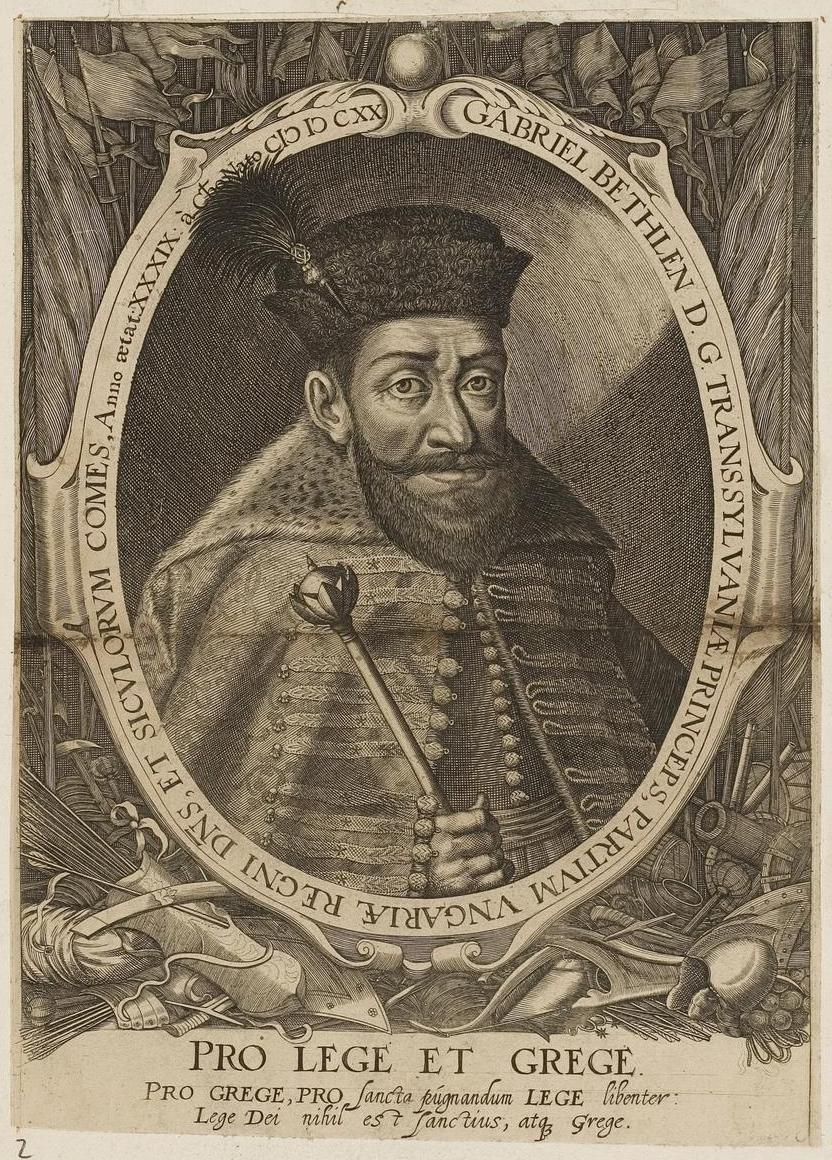
Gabriel Bethlen.

La paz de Nikolsburg o paz de Mikulov, firmada el 31 de diciembre de 1621 en Nikolsburg, Moravia (actual Mikulov en la república Checa) fue el tratado que puso fin a la guerra entre el príncipe Gabriel Bethlen de Transilvania y el emperador Fernando II del Sacro Imperio Romano Germánico. Nicolás Esterházy de Galántha fue uno de los principales negociadores del tratado.

## Contexto
Para aprovechar la preocupación de Fernando por la revuelta bohemia al comienzo de la guerra de los Treinta Años, Bethlen invadió la Hungría Real controlada por los Habsburgo en 1618 y la conquistó por completo hacia 1620. Aunque se estableció la paz en enero de ese año, otorgando a Bethlen trece condados en el este de la Hungría Real, el príncipe reanudó la guerra en septiembre. La victoria de Fernando sobre los bohemios en la batalla de la Montaña Blanca en noviembre le permitió concentrar sus fuerzas en Bethlen, de modo que el emperador pudo reconquistar la mayor parte de la Hungría Real en 1621. Bethlen perdió el apoyo de muchos nobles protestantes al no distribuir entre ellos como había prometido las propiedades confiscadas de los nobles católicos. Estos reveses, así como la falta de apoyo a Bethlen por parte del imperio Otomano, llevaron a Bethlen y a Fernando a buscar términos de paz en Nikolsburg. 
Ya en julio de 1621, cuando el espíritu de lucha de los condados parecía disminuir y la ayuda que se esperaba de los turcos no llegaba, los embajadores Imre Thurzó y Kristóf Erdődy, y más tarde el erudito jesuita György Káldi, negociaron con Fernando. En agosto de este año, Thurzó, que se había puesto en contacto con el cardenal Franz Seraph von Dietrichstein de Olmütz, colaborador de Fernando, y Erdődy, que había trabajado con sus contactos en la corte de Viena, allanaron el camino para que a principios de septiembre tanto Fernando como Bethlen se reunieran en Nikolsburg. 

## Negociaciones de paz
Los embajadores del emperador estaban encabezados por el cardenal Dietrichstein, mientras que los comisionados del principado eran Imre Thurzó, y tras su muerte el 19 de octubre, Szaniszló Thurzó. Después de largos debates, los representantes de Fernando, inicialmente obstinados en sus posiciones, presionados por los posibles efectos de un giro adverso en la política exterior, se volvieron más indulgentes, por lo que se pudo llegar a un acuerdo final el 31 de diciembre. El intercambio recíproco de documentos de paz tuvo lugar el 7 de enero de 1622. 

## Términos del tratado

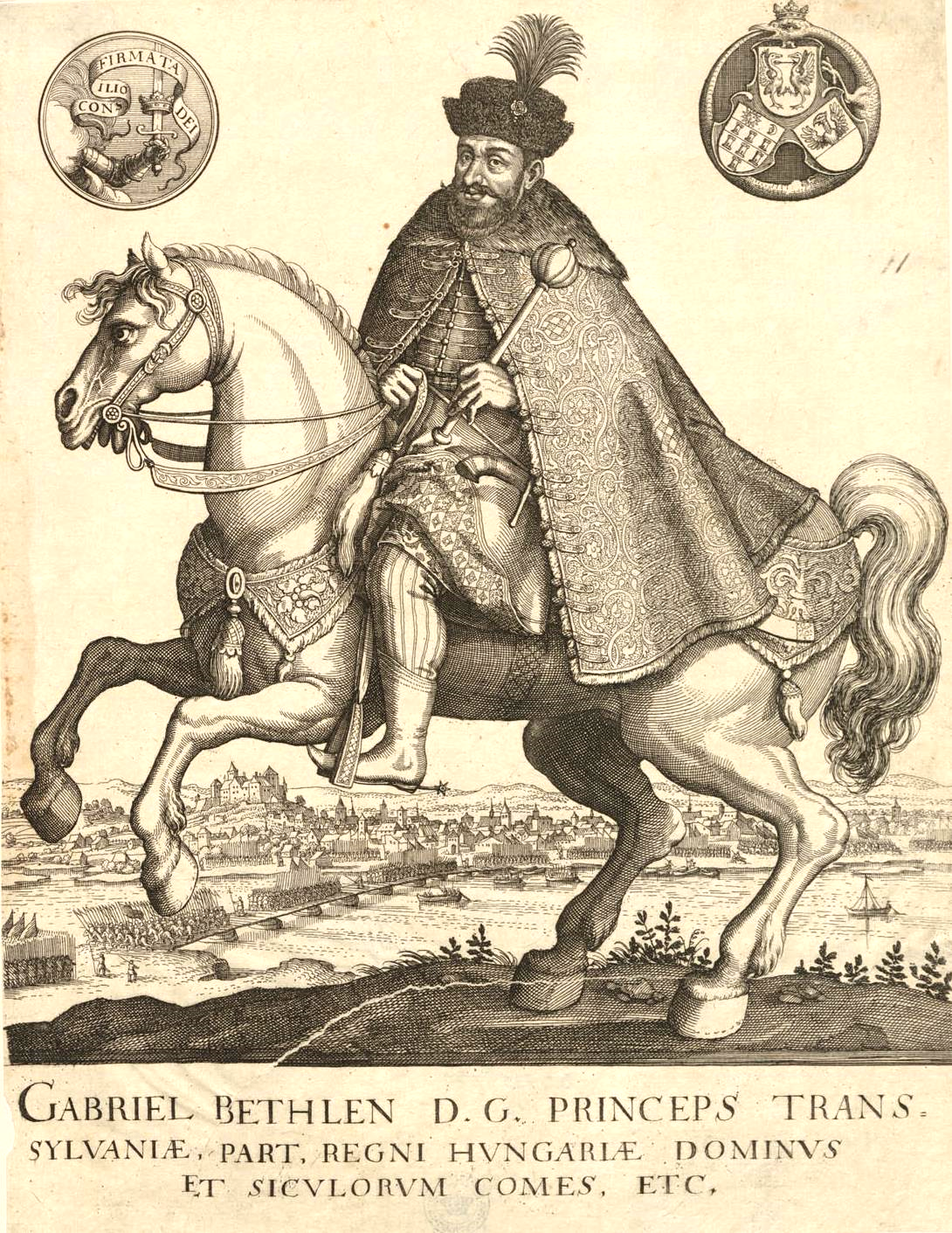
Gabriel Bethlen

### Obligaciones de Bethlen
De conformidad con la paz de Nikolsburg, Gabriel Bethlen devolvió una parte significativa de sus posesiones en Hungría, renunció a su título real, devolvió la Santa Corona, los condados y castillos ocupados y liberó a los prisioneros. Sus participaciones fueron revisadas por el próximo parlamento. 

### Obligaciones de Fernando II
El rey Fernando II concedió a Gábor Bethlen el título de príncipe del imperio. Por satisfacción personal, Bethlen recibió el ducado de Oppeln y Ratibor en Silesia, que podrían ser heredados por su sobrino. Fernando también cedió a Bethlen, como príncipe de Transilvania, siete condados húngaros (condados de Szabolcs-Szatmár-Bereg, Ugocs actual Vinohrádiv, Zemplén, Borsod y Abaúj) y los castillos de Tokaj, Munkács y Ecsed. Sin embargo, estas áreas permanecieron bajo la autoridad del nádor y de los jueces y representantes enviados al Parlamento húngaro. Fernando también reafirmó la paz de Viena de 1606 (que daba libertad de culto a los protestantes de Transilvania), los artículos de la ley antes y después de la destitución de 1608, proclamó una amnistía general para los seguidores de Bethlen y convocó una dieta en Sopron en seis meses para solucionar el resto de asuntos. Bajo los términos de la paz, Fernando II le dio a Bethlen 50.000 florines de ayuda imperial para mantener los castillos fronterizos. 

## Implementación
Los comités enviados por Fernando y Bethlen para implementar los términos de paz, entregar y tomar la corona y los condados ocupados terminaron su trabajo el 24 de marzo de 1622, después de una serie de disputas.
El tratado de Nikolsburg fue confirmado por el tratado de Viena de 1624 y la tercera paz de Pressburg en 1626.